# Coverkill
Coverkill — альбом американской трэш-метал группы Overkill, выпущенный в 1999 году. Альбом состоит из кавер-версий песен исполнителей, которые повлияли на группу, в их числе Black Sabbath, Motörhead, Ramones, Manowar. На нём дебютировал новый гитарист группы — Дэйв Линск.

## Список композиций
1. «Overkill (Live)» (Motörhead) — 4:16
2. «No Feelings» (Sex Pistols) — 2:37
3. «Hymn 43» (Jethro Tull) — 2:59
4. «Changes» (Black Sabbath) — 4:58
5. «Space Truckin’» (Deep Purple) — 4:00
6. «Deuce» (Kiss) — 3:05
7. «Never Say Die!» (Black Sabbath) — 3:24
8. «Death Tone» (Manowar) — 4:24
9. «Cornucopia» (Black Sabbath) — 4:46
10. «Tyrant» (Judas Priest) — 4:00
11. «Ain’t Nothin’ to Do» (Dead Boys) — 2:13
12. «I’m Against It» (Ramones) — 2:43

## Участники записи
- Бобби Элсворт — вокал
- Джо Комо —  гитара
- Дэйв Линск — гитара
- Ди. Ди. Верни — бас-гитара
- Тим Маллар — барабаны
- Сид Фэльк — барабаны
- Энди Кац — продюсер, звукоинженер
- Алекс Периэлас — сведение
- Колин Ричарсон — сведение